# Bokermannohyla clepsydra
Espèce
Synonymes
- Hyla clepsydra Lutz, 1925

Statut de conservation UICN

 DD  : Données insuffisantes
Bokermannohyla clepsydra est une espèce d'amphibiens de la famille des Hylidae.

## Répartition
Cette espèce est endémique du Brésil. Elle se rencontre au-dessus de 200 m d'altitude dans la Serra da Bocaina dans l'Est de État de São Paulo ainsi que dans l'ouest de l'État de Rio de Janeiro.

## Publication originale
- Lutz, 1925 : Batraciens du Brésil. Comptes Rendus Hebdomadaires des Séances et Mémoires de la Société de Biologie et de ses Filiales Paris, vol. 93, p. 211–214.